# Thaiderces tuoyuan
Thaiderces tuoyuan es una especie de araña del género Thaiderces, familia Psilodercidae. Fue descrita científicamente por Li & Chang en 2019.
Habita en Tailandia. El macho holotipo mide 1,40 mm y la hembra paratipo 1,62 mm.